# Franse Mediterrane Vloot

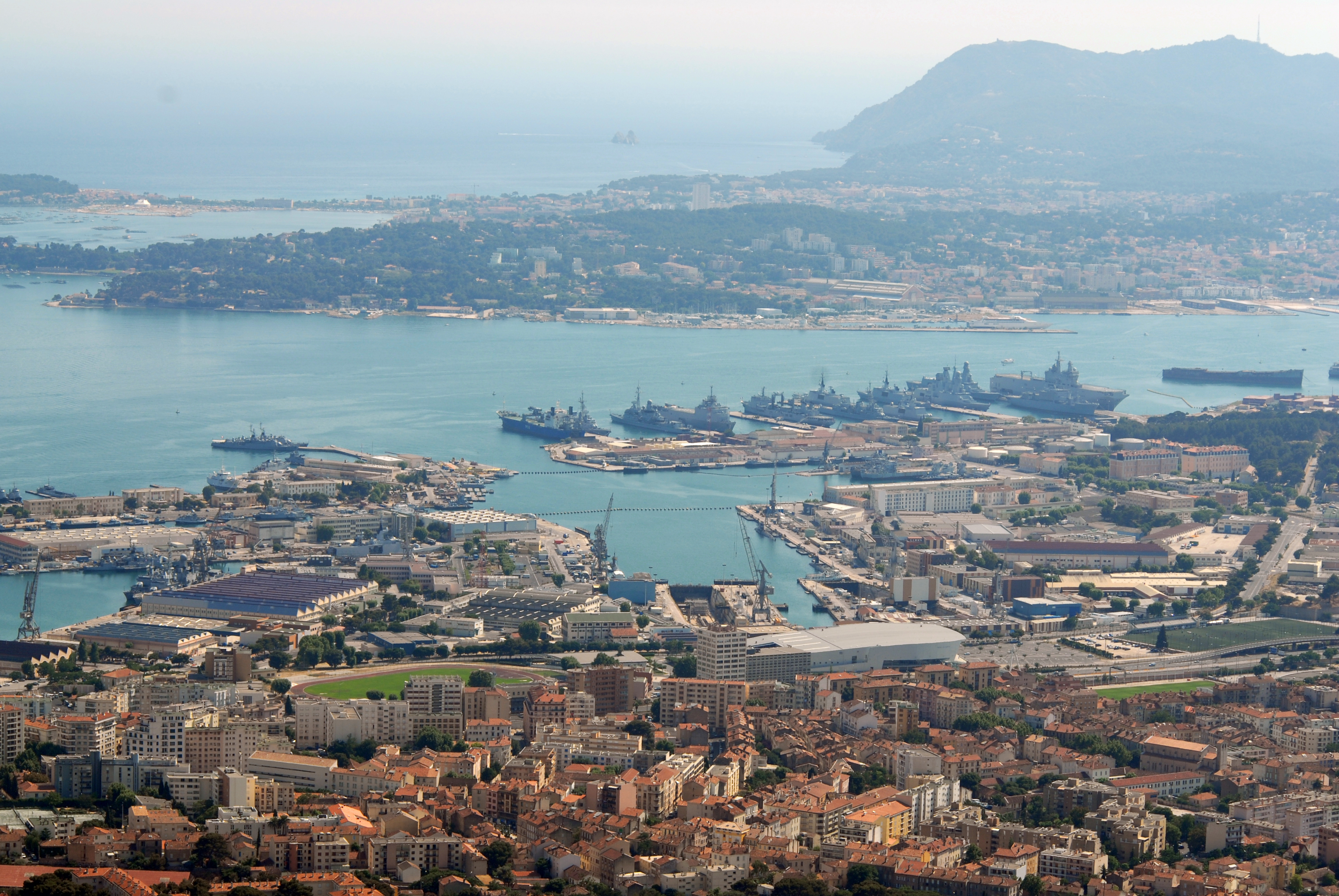
Marinehaven van Toulon

De Franse Mediterrane vloot is een van de twee belangrijkste vloten in de Franse marine. Zijn hoofdkwartier bevindt zich in de Franse havenstad Toulon, die uitgeeft op de Middellandse Zee. De vloot is dan ook bedoeld als Franse aanwezigheid in deze strategisch belangrijke wateren.
De Franse marinebasissen aan de Atlantische kust bevinden zich in Brest en Cherbourg.